# Goois
Het Goois is de verzamelnaam voor de dialecten die in het Gooi gesproken worden. De term Goois wordt in twee betekenissen gebruikt: een plattelandsdialect, het oorspronkelijke Goois, en een ‘Medialect’, het Goois met een bijzondere uitspraak van het Nederlands, zoals dat bij de Gooise omroepen in zwang is.

## Oorspronkelijk Goois
De in het Gooi gesproken dialecten worden niet steeds op dezelfde manier ingedeeld. Jo Daan deelt ze allemaal in bij de Utrechts-Alblasserwaardse groep. Andere onderzoekers echter trekken een taalgrens door het Gooi heen: de taal uit de plaatsen Huizen, Laren, Blaricum en Hilversum, wordt gerekend tot de overgangsgroep tussen het Hollands en het Nedersaksisch, de rest van de streek ligt dan zonder meer in het Hollandse taalgebied.
De grens die sommigen er klaarblijkelijk toe heeft gebracht het Gooi taalkundig in tweeën te delen is de groen/greun-lijn. Deze lijn is de meest westelijke isoglosse van een isoglossenwaaier die heel Midden-Nederland fragmenteert. De dialecten van Laren en Blaricum en zeker Huizen sluiten dan ook goed aan bij het Eemlands. In Huizen spreekt men ook de n in de uitgang -en nog uit, wat men in de rest van het Gooi niet doet (Naarde en Lare tegenover Huizen). De dialecten van de andere Gooise plaatsen lijken veel meer op de taal van de Vechtstreek. Weesp, Muiden en Naarden zijn bovendien al vroeg vernederlandst en kennen nauwelijks dialect. Wat de Gooise dialecten verenigt is de diftongering van de ij en ui (Muiden, Huizen, in het Eemlands kent men nog ie en uu), en de Utrechtse uitspraak van de aa als ao. Het Gooi is lang een landelijk gebied geweest en ondanks de nabijheid van Amsterdam en Utrecht bewaarden de dialecten uit het Gooi veel authentiek taaleigen.

## Goois in de dorpen
Sinds de late negentiende eeuw, toen het Gooi op het spoorwegennet werd aangesloten, kwam het gebied sterk in trek bij rijke Amsterdammers. Later vestigden de radio- en televisieomroepen zich in Hilversum, wat nog veel meer immigranten aantrok. Zo groeiden de Gooise dorpen stuk voor stuk uit tot kleine steden, Hilversum zelfs tot een middelgrote stad, en raakte de inheemse bevolking sterk in de minderheid. Dialect wordt weinig meer gesproken, het accent is het enige wat er van de uitspraak van het Goois overbleef. Dat is overigens meer dan wat Jo Daan in de jaren vijftig constateerde: zij meende dat het Amsterdams het gebied in rap tempo veroverde. De meeste dialectsprekers treft men nog aan in het oosten (Laren, Blaricum en Huizen).
Er zijn wel sociolecten in de dorpen. In de Hilversumse volkswijken bijvoorbeeld, zoals 'Klein Rome', de 'Blommenbuurt', 'Liebergen', de 'Vogelbuurt' en andere wijken in het stadsgedeelte 'Over 't Spoor', wordt een 'plat' accent gebezigd waarin invloeden van zowel de Amsterdamse als Utrechtse volkstaal samenkomen met restanten van het oorspronkelijke Goois. In het 'Hulluvusums' klinkt bijvoorbeeld de korte a heel anders dan in het Utrechts, maar ook niet zoals in het Amsterdams, het is een doffe naar o neigende a. De aa lijkt op de Utrechtse ao, maar is nog wat donkerder en wordt dieper in de keel geproduceerd. De s lijkt sterk op de Amsterdamse slappe s. Een overblijfsel van het oorspronkelijk Goois zal veul voor veel zijn, waarbij de eu qua klank tussen eu en u in zit. In veulsteveul wordt een s ingevoegd.
Het echte plat heeft bovendien aparte vervoegingen (breken-brook-gebroken, steken-stook-gestoken), andere persoonlijke voornaamwoorden (hullie of zullie voor zij) en bezittelijke voornaamwoorden (hem ze vaode(r) voor zijn vader). Ook een beklemtoond hum voor een datief komt voor (geef hum de bal), een vorm die toevalligerwijs overeenkomt met een door P.C. Hooft voorgestelde, maar nooit in zwang geraakte datiefvorm voor hem.

## Het ‘Medialect’
Bij radio en televisie werd aanvankelijk een overdreven verzorgde uitspraak van het Nederlands gebezigd. Sinds de jaren zestig is het sociolect van de media, het medialect, in hoog tempo minder verzorgd geworden. Dankzij de media is een bepaald Goois accent in heel Nederland bekend geraakt, waarvan vooral de uitspraak van de r opvallend wordt genoemd. De Gooise r, die vaak verguisd wordt, wordt alleen gerold als er een klinker op volgt en is in alle andere gevallen gereduceerd, soms zelfs j-achtig. De reductie van de r is een verschijnsel dat ook buiten het Gooi optreedt. Verder is opvallend het verwisseld uitspreken van de f en de v waarbij woorden met een v uitgesproken worden met een f (effen in plaats van even) en woorden met een f vaak een hypercorrectie krijgen waardoor er een v-klank gebruikt wordt (kovvie in plaats van koffie). Hetzelfde fenomeen treedt op met de medeklinkers s en z.